# Gustavo Kohler Riedel
Gustavo Kohler Riedel (Porto Alegre, 14 de agosto de 1887 – Rio de Janeiro, 16 de maio de 1934) foi um médico brasileiro.
Foi eleito membro da Academia Nacional de Medicina em 1917, ocupando a cadeira 91, que tem Orlando da Fonseca Rangel como patrono.